# Les Enfants de la brume
 (juillet 2025).
Motif : Absence de sources depuis 2005
- Archive Wikiwix
- Bing
- Cairn
- DuckDuckGo
- E. Universalis
- Gallica
- Google
- G. Books
- G. News
- G. Scholar
- Persée
- Qwant
- (zh) Baidu
- (ru) Yandex
- (wd) trouver des œuvres sur Wikidata

| 1. | Préciser le motif de la pose du bandeau. | Précisez le motif de la pose du bandeau en utilisant la syntaxe suivante : {{admissibilité à vérifier\|date=juillet 2025\|motif=remplacez ce texte par le motif}}                            |
| 2. | Informer les utilisateurs concernés.     | Pensez à avertir le créateur de l'article, par exemple, en insérant le code ci-dessous sur sa page de discussion : {{subst:avertissement admissibilité à vérifier\|Les Enfants de la brume}} |

Les Enfants de la brume est un roman de Claude Campagne publié en 1969.
C'est la suite de Adieu mes quinze ans. Fanny, l'héroïne, est devenue institutrice maternelle à "Souverain-Moulin", un "village au nom royal". 
Elle attend avec impatience le retour de son ami norvégien Yann/Jeff Nielsen. Et il revient. "Débarquerai Calais-Maritime, jeudi naturellement." Tous deux, ils vont vivre une nouvelle aventure d'amitié, avec David et Christine Ferques ; découvrir l'enfance et ses souffrances précoces, dans la personne de la petite Marinette Ferques. Tandis que Fanny évoluera doucement, de l'amitié avec Yann à... Plus ? Mais en passant par quelques brumes et brouillards qui s'appellent tour à tour Ingvild, Nicolas Framecourt, la Norvège ou le Thorild.